# Chiesa di San Giacomo Maggiore (Civitella San Paolo)
La chiesa di San Giacomo Maggiore è la parrocchiale di Civitella San Paolo, in città metropolitana di Roma Capitale e diocesi di Civita Castellana; fa parte della vicaria del Soratte.

## Descrizione
È attestato come la primitiva chiesa di San Giacomo fosse già esistente nel XIII secolo, edificata dirimpetto al castello e nello stesso luogo dell'attuale costruzione.
Nel 1868 constatato il numero crescente degli abitanti e dei fedeli, stante l'impossibilità di ampliare la parrocchiale di Santa Maria entro le Mura, i monaci di San Paolo decisero di demolire la vetusta chiesa di San Giacomo per costruirne una nuova, architettonicamente più degna e più capiente, incaricando l'architetto Francesco Vespignani (figlio del celebre Virginio, architetto pontificio) di disegnarne il progetto. A tale proposito il Bracco riferisce che papa Pio IX, in visita con Vespignani padre all'esposizione, si soffermò compiaciuto sul disegno del San Giacomo di Civitella, esclamando: «Conte, a quel che veggo, Franceschino vuole trasportare il nostro bel San Paolo nelle macchie della Comarca». Il conte rispose: «Tanto meglio, Santità, che così dal bello orrido della natura si può vantaggiare la nobiltà dell'edificio».
Il giorno 17 maggio 1868, alla presenza del neoeletto abate Leopoldo Zelli Jacobuzzi, del vicario, dell'architetto e dei rappresentanti della Comunità, fu benedetta e depositata la prima pietra di fondazione.
L'interruzione dei lavori, dovuta alla difficile situazione politica venuta a crearsi dopo la presa di Roma (1870), si protrasse per circa un ventennio; la chiesa fu solennemente dedicata domenica 5 ottobre 1890 dall'abate Francesco Leopoldo Zelli, con la partecipazione dell'arciprete don Angelo Paini, del sindaco Bonaventura Capi, dell'ingegner Sandro Montechiari e della popolazione.
Il prospetto, in stile neoclassico-rinascimentale, ricorda la facciata laterale della Basilica di San Paolo fuori le mura del Poletti, e soprattutto, la cappella di Santa Maria della Misericordia, eretta tra il 1856 ed il 1860 dal padre Virginio, nel quadriportico del cimitero del Verano a Roma.
L'interno è d'impianto basilicale di metri 20x15, a tre navate divise da un colonnato su archi (quattro per lato), con abside semicircolare e due cantorie laterali balaustrate.
Nelle pareti della navata centrale è un ciclo pittorico affrescato da Salvatore Nobili rappresentante degli angeli e le Virtù teologali e cardinali. Nelle navate laterali, vi sono altari con rispettive tele ad olio di Costante Porta, Vincenzo Bubali e Salvatore Nobili, pittori di talento, rappresentanti dell'eclettica cultura artistica dell'Accademia di San Luca in quello scorcio di secolo.
La volta dell'abside è dipinta in monocromia chiaroscurale, con decori a volute di fogliami e con la mistica colomba dello Spirito Santo (Luigi Manzoni, Ulisse Ghiglioni).
Tra le opere d'arte antica conservate in sacrestia, è il trittico del Santissimo Salvatore, opera un tempo appartenuta all'omonimo altare della chiesa di Santa Maria, ed oggetto di grande venerazione da parte della popolazione: databile al XVII secolo. Vi è poi la statua lignea policroma di san Giacomo, opera di ambito romano, databile tra la fine del XVII e gli inizi del XVIII secolo, che viene portata in processione durante le festività del 1º maggio e del 25 luglio.

### Chiesa cimiteriale di San Lorenzo
La chiesa di San Lorenzo (e Santa Maria del Soccorso) è stata edificata in epoca medievale sulle rovine e con i materiali di una villa romana, nei pressi dell'odierno cimitero, a circa 500 metri dal centro storico, lungo il percorso dell'antica via della fontana Vecchia.
La villa romana fu scavata ed indagata dalla Soprintendenza all'Etruria Meridionale durante i lavori di ampliamento del cimitero negli anni 1981-1982; si tratta di resti di terrazzamenti ed ambienti voltati in opera reticolata, con fasi edilizie ed abitative comprese tra il I secolo a.C. ed il V secolo d.C., oggi interrati e non più visibili, ad eccezione di alcune murature restaurate nel 2002, all'interno dell'Eremo, annesso alla chiesa.
San Lorenzo è l'edificio sacro più antico di Civitella San Paolo, ed è probabile che il nucleo architettonico originario risalga al X - XI secolo, sorto per le esigenze cultuali degli abitanti sparsi nel contado e residenti nei casolari circostanti; fu edificato direttamente sulle rovine ed utilizzando il materiale di recupero proveniente dalla villa stessa, contribuendo così alla sua distruzione.
La prima menzione della chiesa risale al 1218, quando figura come appartenente all'Abbazia di San Paolo.
L'ampliamento di San Lorenzo sul finire del XVII secolo, è quasi una rifondazione; nel 1693 fu il padre cellerario Francesco Maria Ricci, vicario generale dei castelli dell'Abbazia di San Paolo, a curare la costruzione di una nuova grande cappella, coperta da cupola ellittica, dedicata alla Madonna del Soccorso, sotto gli auspici dell'abate Onorio de Silvestri sotto il pontificato di Innocenzo XII. Attorno alla primitiva chiesetta medievale, che divenne di fatto un transetto, si aprirono dunque tre cappelle dal ricco apparato di stucchi barocchi: san Lorenzo, san Filippo Neri e santa Maria del Soccorso. La venerata immagine mariana è stata purtroppo trafugata, ma i recenti restauri (2002) hanno portato alla luce un sorprendente affresco trompe-l'œil di scuola romana fine XVII - inizi XVIII secolo. Annesso alla chiesa è un piccolo eremo, un tempo utilizzato come abitazione del custode e foresteria per pellegrini.